# Veselí (Štětí)
Veselí leží osm kilometrů severně od Štětí při silnici ze Chcebuze do Újezda. Skládá se ze dvou částí, komunikačně nepropojených. V místě mladší z nich stával lenní dvůr, zvaný Sukoradský, který však byl v 17. století součástí panství Drahobuz. Jeden z jeho majitelů, hrabě Josef Johann Maxmilián Kinský, v roce 1740 Sukoradský dvůr zrušil a pozemky k němu patřící rozprodal zdejším osadníkům. Tak vznikla vesnice, jejíž původní název zněl německy Fröhlichsdorf, česky Veselá Ves. Od roku 1757 patřila vesnice k Liběchovu spolu s panstvím Chcebuz.

## Historie
První písemná zmínka o vesnici pochází z roku 1787.

## Přírodní poměry
Na okraji obce, nedaleko barokní hájovny s mansardovou střechou, je rákosem zarostlý rybník. Tato lokalita je přírodovědně velmi cenná[zdroj⁠?!] z hlediska výskytu zvláště chráněných druhů obojživelníků a plní funkci v oblasti jediného biotopu, vhodného k jejich rozmnožování.

## Obyvatelstvo
|                                                               | 1869 | 1880 | 1890 | 1900 | 1910 | 1921 | 1930 | 1950 | 1961 | 1970 | 1980 | 1991 | 2001 | 2011 |
| ------------------------------------------------------------- | ---- | ---- | ---- | ---- | ---- | ---- | ---- | ---- | ---- | ---- | ---- | ---- | ---- | ---- |
| Obyvatelé                                                     | 155  | 152  | 123  | 119  | 121  | 127  | 126  | 65   | .    | 55   | 44   | 24   | 29   | 22   |
| Domy                                                          | 26   | 26   | 26   | 26   | 25   | 25   | 26   | 27   | .    | 15   | 15   | 15   | 14   | 15   |
| Údaje z roku 1961 jsou zahrnut v datech místní části Chcebuz. |      |      |      |      |      |      |      |      |      |      |      |      |      |      |

## Pamětihodnosti
Ve vsi stojí několik domů z počátku 19. století[zdroj⁠?!] a jednoduchá sloupová zvonička z 18. století obnovená v letech 2018–2020.